# Вей Янь
Вей Янь (кит.: 魏延; піньїнь: wèi yán; ? — 234) — китайський військовик періоду Саньго. Генерал династії Шу.

## Короткі відомості
Вей Янь походив з селян командирства Іян. Служив Лю Бею. Завдяки ратним подвигам вислужився з рядового солдата до офіцера. Супроводжував його під час відступу з провінції Цзін до країни Шу.
219 року, після призначення Лю Бея Ханьчжунським ваном, отримав замість Чжан Фея посаду голови комнадирства Ханьчжун. У зв'язку з інтронізацією Лю Бея і зансуванням династії Шу, став генералом півночі. Користувався всебічною підтримкою монарха.
Після смерті Лю Бея в 223 році почав втрачати вплив при дворі Шу. Вступив у конфлікт із головним міністром Чжуге Ляном щодо тактики північних походів проти династії Вей. 234 року через сварку із генералом Ян І, наступником Чжуге Ляна, підняв збройне повстання. Загинув від каральних військ під проводом Ма Дая.
У китайському середньовічному «Романі трьох держав» постає як негативний персонаж, що постійно сперечається з Чжуге Ляном.